# Боремельська волость
Боремельська волость — адміністративно-територіальна одиниця Дубенського повіту Волинської губернії з центром у містечку Боремель.
Станом на 1886 рік складалася з 19 поселень, 16 сільських громад. Населення — 6838 осіб (3356 чоловічої статі та 3482 — жіночої), 913 дворових господарства.
|                     | Площа, десятин | У тому числі орної, десятин |
| ------------------- | -------------- | --------------------------- |
| Сільських громад    | 8676           | 6799                        |
| Приватної власності | 6593           | 3709                        |
| Іншої власності     | 470            | 323                         |
| Загалом             | 15739          | 10831                       |

Основні поселення волості:
- Боремель — колишнє державне містечко при річці Стир за 45 верст від повітового міста, 698 осіб, 105 дворів, 2 православні церкви, єврейський молитовний будинок, школа, поштова станція, 7 постоялих будинків, 13 лавок, водяний млин, шкіряний і свічковий заводи, 4 ярмарків на рік.
- Більче — колишнє власницьке село при річці Стир, 226 осіб, 28 дворів, православна церква, постоялий будинок.
- Вербень — колишнє власницьке село при річці Стир, 646 осіб, 106 дворів, православна церква, постоялий будинок.
- Вичулки — колишнє державне село при річці Стир, 285 осіб, 38 дворів, православна церква, каплиця, постоялий будинок.
- Золочівка — колишнє державне та власницьке село при річці Берег, 703 осіб, 106 дворів, православна церква, костел, 2 постоялих будинки.
- Лопавше — колишнє власницьке село при річці Стир, 400 осіб, 61 двір, православна церква, постоялий будинок, водяний млин.
- Лішня — колишнє власницьке село при річці Стир, 308 осіб, 45 дворів, православна церква, костел, каплиця, постоялий будинок.
- Малеве (Тернівка) — колишнє власницьке село при річці Стир, 319 осіб, 53 двори, православна церква, постоялий будинок.
- Пашева — колишнє власницьке село при річці Ставка, 336 осіб, 42 двори, православна церква, постоялий будинок.
- Русинове Берестечко — колишнє власницьке село при річці Стир, 350 осіб, 47 дворів, православна церква, постоялий будинок.
- Товпижин — колишнє державне село при річці Стир, 300 осіб, 66 дворів, православна церква, постоялий будинок.
- Хрінники — колишнє власницьке село при річці Стир, 449 осіб, 79 дворів, православна церква, постоялий будинок, 2 водяних млини.

## Після 1920р.
Волость існувала до 1920 р. у складі Дубенського повіту Волинської губернії. 18 березня 1921 року Західна Волинь анексована Польщею. У Польщі існувала під назвою ґміна Боремель Кременецького повіту Волинського воєводства в тому ж складі, що й до 1921 року. 
На 1936 рік ґміна складалася з 20 громад:
1. Боремель — містечко: Боремель;
2. Боремель — село: Боремель;
3. Більче — село: Більче;
4. Хрінники — село: Хрінники та лісничівка: Рейзія;
5. Ферма-Толпижинська — село: Ферма-Толпижинська;
6. Кундзіволя — село: Кундзіволя;
7. Лопавше — село: Лопавше та колонії: Медуша, Пропосницька і Сила-Новиця;
8. Лисин — село: Лисин та колонія: Лисин;
9. Малеве — село: Малеве;
10. Новий-Тік — село: Новий Тік;
11. Ниви-Золочівські — село: Ниви-Золочівські та хутір: Дубина;
12. Новосілки — село: Новосілки;
13. Пашова — село: Пашева;
14. Русинове-Берестечко — село: Русинове-Берестечко;
15. Смиків — село: Смиків та військове селище: Смиків;
16. Шибен — село: Шибен та колонія: Гойки;
17. Товпижин — села: Товпижин і Грабовець;
18. Вичулки — село: Вичулки;
19. Вербень — село: Вербень та колонія: Вербень;
20. Злочкова — село: Злочкова.

Після радянської анексії західноукраїнських земель ґміна ліквідована у зв'язку з утворенням Демидівського району.